# Обединени провинции на Южна Америка
Обединени провинции на Южна Америка (на испански: Provincias Unidas de Sud América), е държава в Южна Америка съществувала от 1810 г. до 1831 г. Държавата е образувана в резултат на Майската революция след провъзгласяване на независимостта на испанското вицекралство Рио де Ла Плата, поради което често се нарича и Обединени провинции Рио де Ла Плата (на испански: Provincias Unidas del Río de la Plata). Това наименование се счита за едно от официалните имена на Аржентина, според конституцията на страната. Територията на държавата включва част от териториите на съвременните държави Аржентина, Уругвай, Боливия и Бразилия.
Обединените провинции граничат на юг с рядко населените територии на Пампа и Патагония, обитавани главно от коренни народи. На север, областта Гран Чако е населена от народите гуайкуру. На северозапад е разположено Вицекралство Перу, на запад се намира генерал-капитанство Чили. На североизток граничи с Вицекралство Бразилия (част от Португалската империя, а по-късно от Бразилската империя).

## Галерия
- Обединени провинции на Южна Америка, 1816 г.
- Обединени провинции на Южна Америка, 1821 г.
- Печат и герб на Обединени провинции на Южна Америка, 1813 г.